# Nookazon
Nookazon — это любительский сайт, созданный для облегчения торговли внутриигровыми предметами из Animal Crossing: New Horizons. Он позволяет выставлять на продажу собственные предметы, или просматривать чужие объявления. Цены регулируют сами игроки, но сайт показывает среднюю стоимость предмета. Название сайта — это сочетание слов Тома Нука, одного из игровых персонажей и цифрового магазина Amazon.
Игрок может как устанавливать фиксированную цену, так и принимать предложения. Помимо предметов, можно покупать фрукты, одежду или сельских жителей. Веб сайт был создан, чтобы облегчить процесс торговли игрокам New Horizons, которая доселе велась в основном на discord-каналах.

## Создание
Сайт Nookazon был открыт в апреле 2020 года, его разработал Даниэль Луу, 25-летний разработчик, известный под псевдонимом squishguin. Он увлёкся только что вышедшей игрой New Horizons и в это же время должен был сидеть на карантине в свете коронавирусной пандемии. На создание сайта его подтолкнуло недовольство существующими торговыми площадками, в частности Даниэль жаловался на то, на сколько неорганизованно велась торговля на каналах discord и столько из-за этого терялось времени. Так как Даниэль по профессии инженер-программист он хотел использовать свои навыки по созданию удобной платформы, облегчающей процесс торговли. Одна из основных проблем была связана в загрузке данных по десяткам тысяч объектов из игры, которые все были переплетены между собой разными категориями, начиная с типа объекта, способом его получения в игре, заканчивая вариантами расцветок.
Сайт был запущен 9 апреля 2020 года, но его популярность резко возросла после того, как Луу опубликовал в социальной сети Tik Tok ролик с его короткой демонстрацией. Ролик стал вирусным и почти сразу же посещаемость сайта выросла с 6000 просмотров до 180 000 за ночь. В итоге Nookazon стал важной частью для сообщества Animal Crossing значительно облегчая процесс торговли. Однако итогом того стала сильная загруженность сайта и Луу был занят тем, чтобы обеспечивать работоспособность сайта и исправлять возникшие ошибки. 

## Описание
Nookazon поделён на две основные части — непосредственно на сам сайт и Discord-сервер, построенный на нескольких каналах с ботами. По состоянию на май 2020 года, сайтом управлял Даниэл и двое его друзей, а за сервером Nookazon Discord следили тридцать модераторов-добровольцев и друг Даниэла — Брэндон. Сам сервер в тот момент насчитывал около 600 000 участников. По состоянию на июль 2020 года, Nookazon посещало 270 000 пользователей в день а количество просмотров страниц на сайте достигало семи миллионов в день. Даниэль Луу решил полностью посвятить себя поддержке сайта, отказавшись от многих хобби. 

### Торговля
Nookazon не занимается непосредственной торговлей, а выступает площадкой для игроков и демонстрирует каталог товаров, которые можно выставить на продажу. Основная часть торговли осуществляется на самом сайте, а также на сервере Discord. Nookazon запрещает использовать или даже упоминать настоящую валюту, обмен должен осуществляться только с помощью внутриигровых предметов, это как правило «дини» — внутриигровая валюта в New Horizons, а также «билеты за мили нука» другая популярная валюта, которая создателями игры не задумывалась для этой цели.
Выставляя предмет на продажу, пользователь решает, что он хочет получить за товар — внутриигровую валюту, определённые предметы, что-то из своего списка желаний или же готов принимать предложения. Более свежие позиции расположены выше по списку. Сайт также позволяет выставлять предметы на аукционе. График со средней ценой на товар позволяет оценить, на сколько продавцы завышают цену на предмет или же наоборот. Сайт отправляет уведомление, если кто-то сделал предложение по товару и пользователь может принять предложение, отклонить или же сделать встречное предложение по более низкой или более высокой цене. Если продавец принимает предложение, либо он или покупатель должны послать так называемый «додо-код» из New Horizons, позволяющий посетить остров другого игрока.. После завершения сделки, пользователи могут оставить отзыв друг другу. Система оценок выступает защитой от неблагонадёжных игроков. 

### Экономика
Чтобы сохранять возможность справедливого ценообразования, Nookazon ввела два основных способа оплаты — динями и билетами за мили нука. Так как билеты сложнее получить, они стали гораздо стабильнее, чем «дини», с которыми была связана быстрая инфляция вначале работы сайта.. Даниэль Луу заметил, что хотел предоставить игрокам безопасный рынок, учитывая слишком высокий спрос на некоторые предметы для декорации острова, ради которых некоторые игроки готовы пойти на всё и которые становятся излюбленной целью для мошенников. 

## Критика
Сайт несколько раз становился центром внимания из-за того, что привлекал мошенников и неблагонадёжных игроков, предлагающих товары по неадекватно завышенной цене, иногда в десятки раз. В частности самая ценная категория товаров это жители острова — персонажи, живущие вместе с игроком на острове. Есть несколько способов заполучить желаемых жителей, один из которых — пригласить к себе переезжающего жителя из острова другого игрока. В частности самым желаемым жителем среди игроков стал кот Реймонд, цены на его покупку порой были завышены в сотни раз, к тому же этим пользовались мошенники, стремящиеся заполучить от жертв виртуальную валюту и затем исчезнуть. Мошенников также привлекали редкие предметы или фотографии жителей, один из типов труднодоступных предметов. Nookazon критиковали за недостаточную борьбу против этих мошенников, особенно активных в разделах с продажей жителей острова. Цены также могут колебаться на сезонные предметы, в том числе по неадекватно завышенным ценам часто продаются предметы из серии «вишни в цвету». 